# 忠敬橋

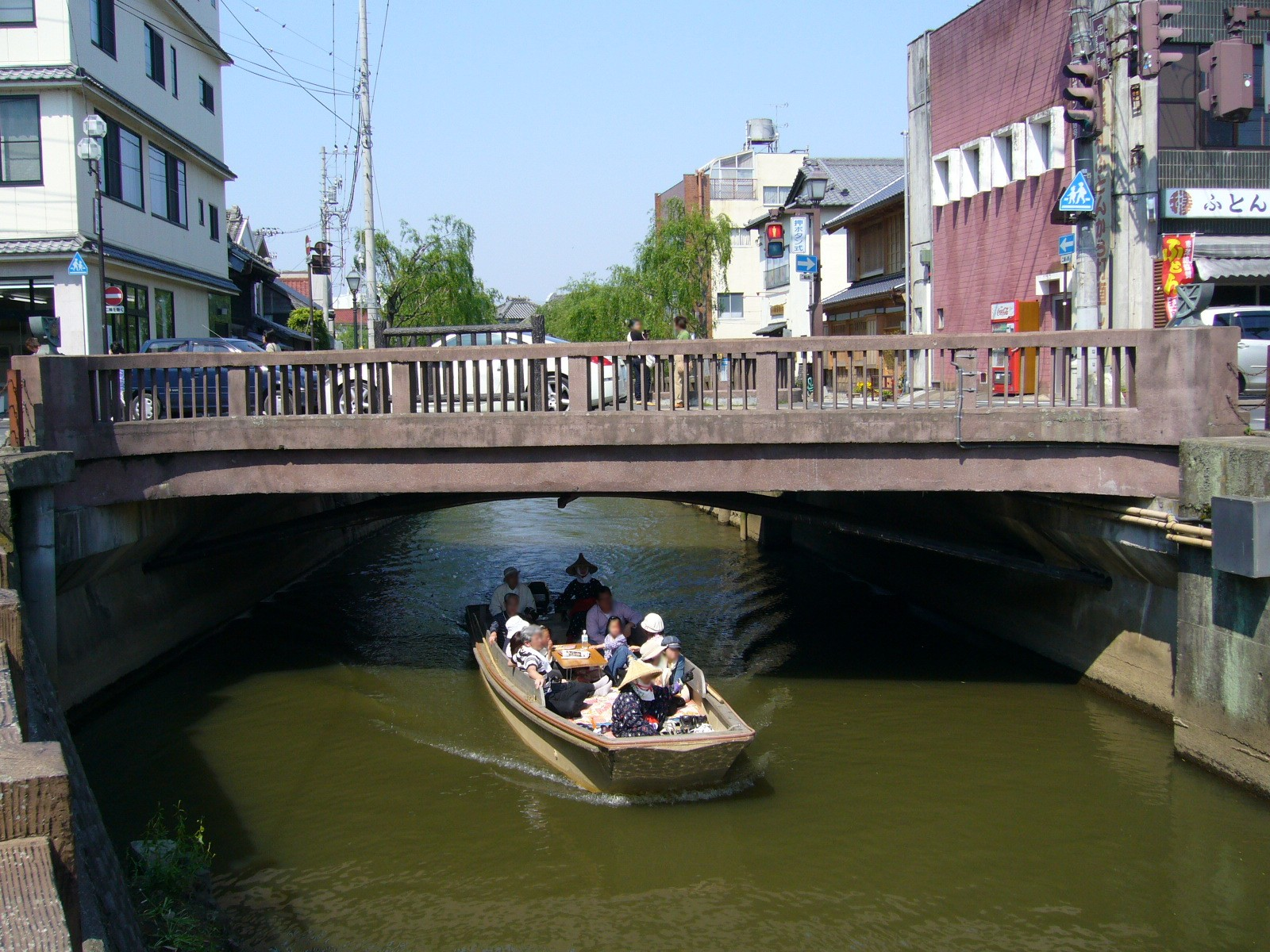
忠敬橋

忠敬橋（ちゅうけいばし）は、千葉県香取市の小野川に架かる千葉県道55号佐原山田線（香取街道）の橋である。

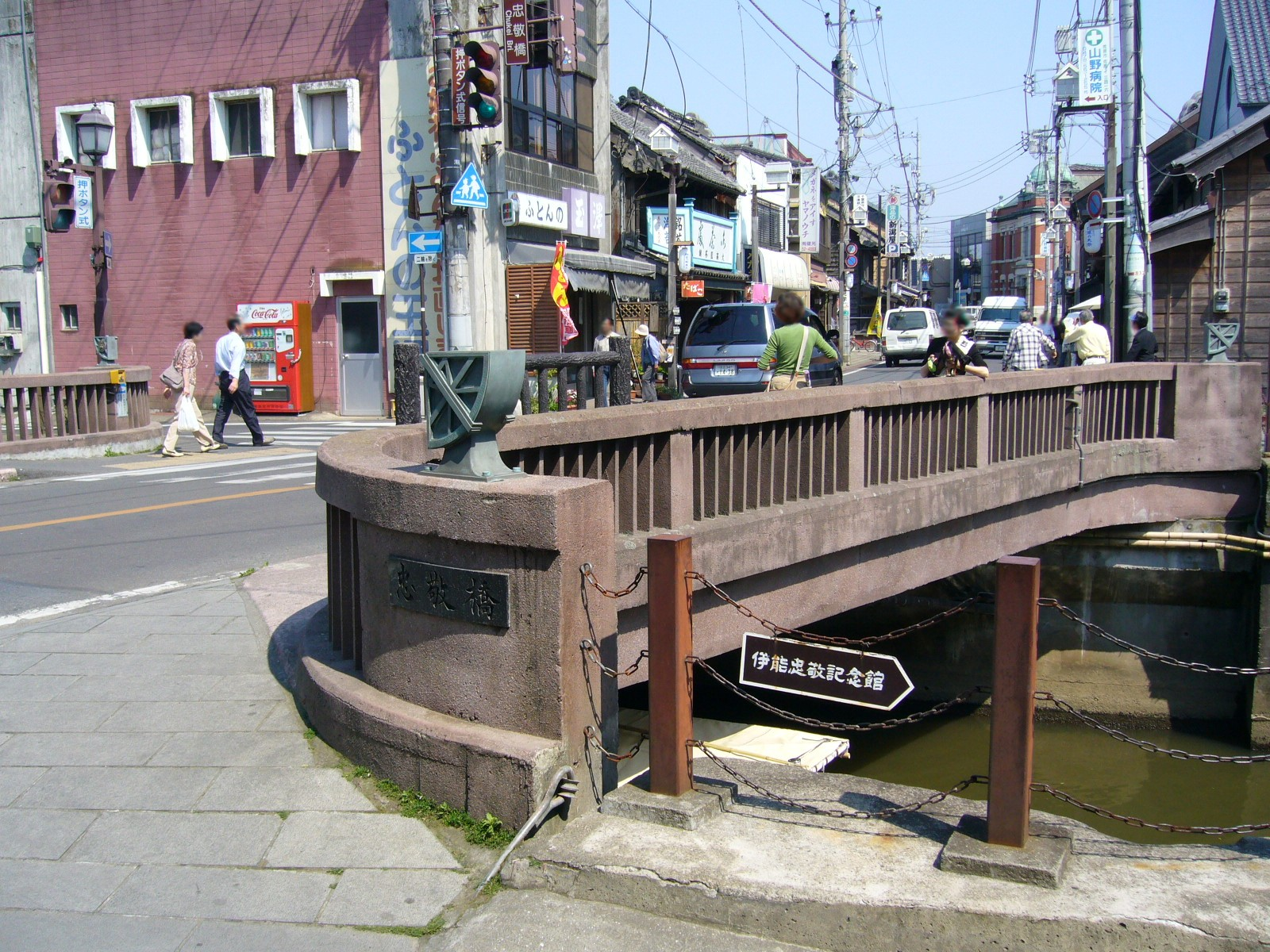
忠敬橋（三菱館方向）

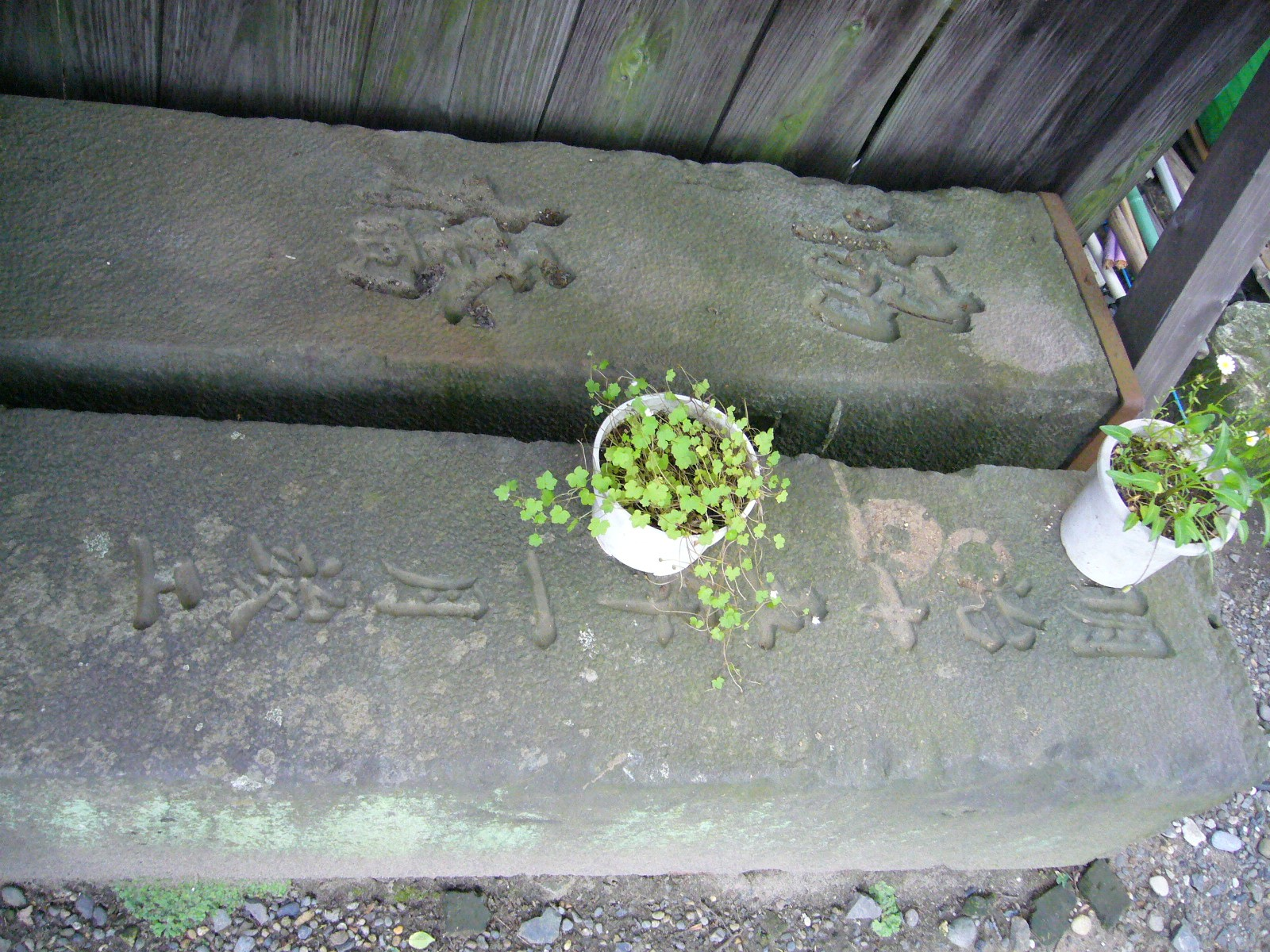
協橋親柱（伊能忠敬旧宅内）

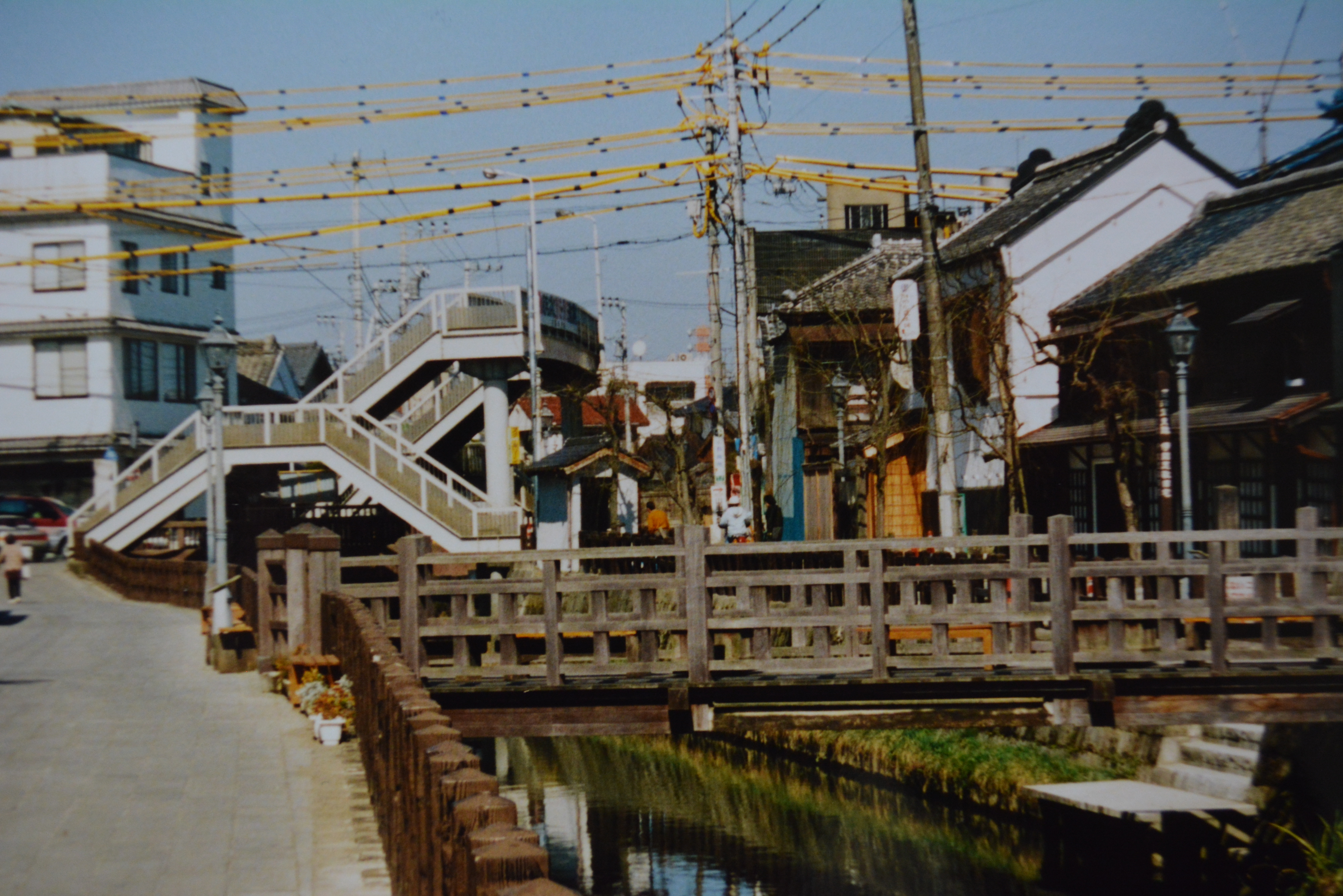
忠敬橋の上にあった忠敬(ちゅうけい)歩道橋。手前は樋橋。

## 概要
忠敬橋は、香取市佐原の中心部小野川と香取街道が交差する地点に架かる橋である。もともと大橋（佐原大橋）と呼ばれていたが、1882年（明治15年）1月に佐原の人々が協力してアーチ型をした橋長8間、幅員3間の石橋に架け替え、「協橋（かなえばし）」と名づけられた。総工費は4,840円20銭8厘。
第二次世界大戦後は交通量の増加に伴い橋梁幅員が狭くなったため、1957年（昭和32年）に1.8ｍの拡幅を行った。
アーチ型をしためがね橋は町の中心にあったことから佐原のシンボル的存在であったが、自動車交通量の更なる増大や老朽化により1968年（昭和43年）4月にコンクリートの新しい橋に架け替えられ、郷土の偉人伊能忠敬翁から「忠敬橋（ちゅうけいばし）」と名づけられた。
以前、県道の交通量が多かったことから忠敬橋の上に忠敬歩道橋が架けられ、小学生は必ずそこを通行しなければならなかったが、大型車の交通が減ったこと、町並みの景観にそぐわなくなったことから撤去され、押しボタン式信号機が設置された。
なお、伊能忠敬の正式な読みは「いのうただたか」であるが、佐原の人は忠敬記念館を「ちゅうけいきねんかん」、忠敬橋を「ちゅうけいばし」というように親しみを込め音読みで「ちゅうけい」と呼ぶことが多い。